# Helmut Hubert
Helmut Hubert (* 10. Juni 1937 in Nürnberg) ist ein deutscher Bauunternehmer und Handwerksfunktionär.
Er ist Inhaber der Hermann Hubert Bauunternehmung, eines 1909 gegründeten Familienunternehmens in Nürnberg.
Neben seiner unternehmerischen Tätigkeit engagierte er sich in einer Anzahl von Ehrenämtern. Von 1991 bis 2009 war er Obermeister der Bauinnung Nürnberg. 1998 wurde er Vorsitzender des Gesamtverbandes des Bayerischen Handwerks und von Mai 2002 bis Mai 2009 war er Präsident des Landesverbandes Bayerischer Bauinnungen (LBB). Im Juni 2002 wurde er zum Vizepräsidenten des Verbandes der Europäischen Bauwirtschaft (FIEC) gewählt. Außerdem war er Mitglied im Vorstand des Zentralverbands Deutsches Baugewerbe (ZDB) und Vizepräsident der Vereinigung der Bayerischen Wirtschaft (VBW).

## Auszeichnungen
- 1997: Ehrennadel in Silber der Handwerkskammer
- 1997: Goldener Ehrenring der Bauinnung Nürnberg
- 1998: Silberne Verdienstmedaille des Landesverbands Bayerischer Bauinnungen
- 2002: Staatsmedaille für besondere Verdienste um die bayerische Wirtschaft
- 2007: Bundesverdienstkreuz 1. Klasse
- 2010: Ernennung zum Ehrenobermeister der Bau-Innung Nürnberg